# 尼查贾玛鲁丁
拿督斯里莫哈末尼查·贾玛鲁丁（1957年3月17日—），马来西亚政治人物，为霹雳州第十任州务大臣，现任双溪喇叭州议员。曾任武吉干当国会议员、章卡遮令和巴西班让州议员。尼查曾任回教党霹雳州署理主席。作为霹雳州务大臣，他曾领导着前民联政府在以多数的州议席下执政，成为首位非国阵巫统的霹雳州务大臣，奈何3名议员在2009年霹雳宪政危机下转向支持国阵致使他失去大臣席位。
2015年，他加入由末沙布成立的国家诚信党，并担任该党中委。2018年转战双溪喇叭州席并成功当选，2022年连任。

## 个人生活
尼查于金宝英文小学就读，中学的中一至中三于金宝英校求学，后来中四和中五在怡保技术中学，之后进修A水平，最后于英国阿斯顿大学机械工程理学士毕业。
尼查与妻子法蒂玛拥有八个孩子，5男3女。尼查本身是馬來人與華人混血，他個人表示自己有一個中文姓名叫陳阿中。
尼查也是一名工程师，曾经在道路工程局工作，并参与几项国家建筑工程，包括：光大大厦、达鲁依曼大厦等。

## 政治生涯
尼查于1995年加入伊斯兰党，在1999年至2001年间担任伊斯兰党金宝区部委员，之后成为金宝区部主席（2001年至今）。在州联委会方面，他于2001年至2006年间担任财政，之后转任秘书。2004年全国大选之间，尼查上阵江沙国会选区，不过被其对手拉菲达打败。

### 霹雳州务大臣
2008年3月8日，由人民公正黨、民主行動黨及伊斯蘭黨組成的人民聯盟（民聯）在马来西亚第12届全国大选中夺下霹雳州59个州议席中31个。在这31席之中，民主行动党所角逐的18个州议席全数中选，加上公正党的7席及伊斯兰党的6席，三党得以微差多数议席让霹雳州实现首次的政党轮替。尼查也在该届大选成功夺下巴西班让州议席，并受益于宪法规定州务大臣必须是一名马来人或穆斯林（苏丹可无视此条文委非马来人或非穆斯林出任州务大臣），加上民主行动党没有穆斯林州议员，最后被霹雳州苏丹阿兹兰沙在3个成员党选出的代表中被钦点为霹州第十任州务大臣。他也在同年3月17日宣誓就任大臣。这使行动党老大林吉祥感到不满，最终因时态而向苏丹道歉。

### 2009年霹雳州宪政危机
2009年1月25日，当时原属国阵巫统的波打州议员纳沙鲁丁宣布退出巫统并加入人民公正党，使得民联掌握了州议会59席中的32席，尼查与国会反对党领袖安华均表示欢迎，并暗示会有更多国阵议员过档，这事件引起国阵的强烈不满。
1月30日，反贪局宣布对公正党另两名州议员——章卡遮令州议员奥斯曼贾鲁及美冷州议员查玛鲁丁拉西展开贪腐调查，两人随即与民联同僚失去联系。霹雳州议会议长西华古玛随后宣布两人的议席悬空，需举行补选。2月2日，奥斯曼、查玛鲁丁现身宣布退出公正党成为支持国阵的独立人士，次日，另一位原属行动党籍的州议会副议长——九洞州议员许月凤也退出行动党成为支持国阵的独立人士，民联的议席顿时只剩29席不足执政所需的30席。
2月5日，州务大臣尼查随即晋见霹雳苏丹阿兹兰沙，要求提前解散州议会以举行选举，苏丹也接见了时任副首相兼国阵霹雳州主席纳吉听取其意见，最后苏丹拒绝提前解散州议会，并以确知尼查已失去了议会多数支持而要求尼查辞去大臣一职。
尼查与民联同僚则表示奥斯曼与查玛鲁丁的议席早前已经悬空，而州议会也未曾正式召开通过不信任动议，因此坚持尼查的大臣地位依然合法。无论如何，巫统的邦阁州议员赞比里阿都卡迪仍在州政府首席秘书及警方的护送下，于2月6日进入王宫宣誓，成为新一任州务大臣。而尼查及民联原有的行政议员被阻止进入霹雳州政府大厦，国阵也重新掌控了州议会，革除了原议长西华古玛，民联的州议员甚至一度被禁足不能进入州议会。
民联与国阵随后展开了长达一年的法律诉讼。2009年5月11日，吉隆坡高等法院援引1966年砂拉越州宪政危机的案例，即不信任动议应当在议会内通过才有效，因此裁决尼查仍为合法大臣。尼查因此得以大臣身份重回了霹雳州政府大厦，并宣布革除州政府首席秘书的职务。然而，仅一日时间，赞比里于5月12日向上诉庭提出上诉并获得暂缓执行判决，于是尼查又退出了州政府大厦。5月23日，上诉庭三司一致裁决获得议会多数支持的赞比里为合法州务大臣。2010年2月10日，联邦法院五司一致裁定维持上诉庭的判决。宪政危机至此告一段落。

### 连任议员
虽然失去大臣一职，但随着2009年武吉干当国会议员罗斯兰沙哈仑逝世，他被选为该选区候选人去参与补选。4月7日成功为伊斯兰党保住此议席。政变危机后，选举结果显示民联的支持率有增无减。
2013年大选，之前的三名跳槽议员都未再参选，尼查替民联取回了章卡遮令州议席，但民联仍以一席之差未能重夺政权。
然而，2015年，伊斯兰党与行动党正戒决裂，民联解散，伊斯兰党内的宗教司派与专业人士派亦分裂，尼查随着专业人士派退出伊党并组建了新的国家诚信党。诚信党与公正党、行动党及土著团结党共组新的希望联盟。
2018年5月9日大选马来西亚变天，希盟成功取代国阵政府，尼查为希盟取下了原属伊党议员拉兹再诺的双溪喇叭州议席，伊党作为第三党派只剩二席。同时，霹雳出现悬峙议会，但很快随着两名巫统议员过档而让希盟执政霹雳，由土团党的阿末费沙出任新一任州务大臣。但是2020年2月希盟联邦政府倒台，霹雳州政权也在3月随着土团党退出希盟而易手，但希盟也随后在11月和国阵联手发动了不信任动议，拉下了土团党的原大臣阿末费沙，改由国阵巫统的沙拉尼莫哈末出任大臣，但希盟仍保持反对党地位。
2022年11月19日大选，尼查在双溪喇叭州议席成功连任，霹雳在多角战中再次出现悬峙议会，国阵这次遭遇重挫，土团党和伊党的国民联盟崛起成最大党派，但这次希盟和国阵很快达成协议，组成联合政府。

## 法律诉讼

### 纳吉诽谤案
2014年8月25日，尼查被控于2012年4月23日晚上9时至凌晨12时之间，在霹雳州怡保万合花园的政治座谈会中向民众发言时破坏时任首相纳吉·阿都拉萨名声，抵触刑事法典第500条文，即诽谤罪名。罪名一旦成立，将面对不超过两年监禁、罚款或两者兼施，也意味着他将面对被取消议员资格的风险。他对控状表示不认罪，要求進行完整的审讯。法官过后谕令他支付4000令吉保释金。案件定于9月26日过堂。
2015年10月28日，尼查在怡保地庭公开向纳吉道歉，获得撤销控状与无罪释放。

## 选举成绩
| 年份 | 州选区       | 候选人 | 候选人                   | 得票   | 得票率 | 竞选对手                   | 竞选对手             | 得票   | 得票率 | 总票数 | 多数票（胜差） | 投票率 |
| ---- | ------------ | ------ | ------------------------ | ------ | ------ | -------------------------- | -------------------- | ------ | ------ | ------ | -------------- | ------ |
| 2008 | N51 巴西班让 |        | 尼查贾玛鲁丁 （回教党）  | 11,994 | 62.81% |                            | S.瓦山 (国大党)      | 7,520  | 39.38% | 19,097 | 4,474          | 76.02% |
| 2013 | N14 章卡遮令 |        | 尼查贾玛鲁丁（伊斯兰党） | 14,495 | 51.28% |                            | 罗斯里胡先（巫统）   | 13,325 | 47.14% | 28,264 | 1,170          | 85.40% |
| 2013 | N14 章卡遮令 |        | 尼查贾玛鲁丁（伊斯兰党） | 14,495 | 51.28% | 朱基菲依布拉欣（独立人士） | 84                   | 0.30%  |        | 28,264 | 1,170          | 85.40% |
| 2018 | N43 双溪喇叭 |        | 尼查贾玛鲁丁（诚信党）   | 12,425 | 39.00% |                            | 韩查卡欣（巫统）     | 8,811  | 27.60% | 26,346 | 3,614          | 82.60% |
| 2018 | N43 双溪喇叭 |        | 尼查贾玛鲁丁（诚信党）   | 12,425 | 39.00% | 拉兹再诺（伊斯兰党）       | 4,627                | 14.50% |        | 26,346 | 3,614          | 82.60% |
| 2022 | N43 双溪喇叭 |        | 尼查贾玛鲁丁（诚信党）   | 15,065 | 41.91% |                            | 莫哈德阿末（土团党） | 11,571 | 32.19% | 35,942 | 3,494          | 74.99% |
| 2022 | N43 双溪喇叭 |        | 尼查贾玛鲁丁（诚信党）   | 15,065 | 41.91% | 汉都亚丁（巫统）           | 9,152                | 25.46% |        | 35,942 | 3,494          | 74.99% |
| 2022 | N43 双溪喇叭 |        | 尼查贾玛鲁丁（诚信党）   | 15,065 | 41.91% | 罗丝哈妮达巴西尔（民兴党） | 154                  | 0.43%  |        | 35,942 | 3,494          | 74.99% |

| 年份 | 国会选区           | 候选人 | 候选人                  | 得票   | 得票率 | 竞选对手                         | 竞选对手             | 得票   | 得票率 | 总票数 | 多数票（胜差） | 投票率 |
| ---- | ------------------ | ------ | ----------------------- | ------ | ------ | -------------------------------- | -------------------- | ------ | ------ | ------ | -------------- | ------ |
| 2004 | 霹靂 P067 江沙     |        | 尼查贾玛鲁丁（回教党）  | 6,747  | 33.43% |                                  | 拉菲达阿兹（巫统）   | 12,938 | 64.10% | 20,184 | 6,191          | 71.09% |
| 2009 | 霹靂 P059 武吉干当 |        | 尼查贾玛鲁丁 （回教党） | 21,860 | 52.50% |                                  | 依斯迈沙菲安（巫统） | 19,071 | 45.80% | 41,626 | 2,789          | 75.00% |
| 2009 | 霹靂 P059 武吉干当 |        | 尼查贾玛鲁丁 （回教党） | 21,860 | 52.50% | 卡玛鲁拉米祖依德里斯（独立人士） | 62                   | 0.10%  |        | 41,626 | 2,789          | 75.00% |

## 荣誉与奖章
- 霹靂 :
  -  霹雳王冠斯里勋章 (S.P.M.P.) – 拿督斯里（2008）[26]